# Grimsby (Canada)
Pour les articles homonymes, voir Grimsby.
Grimsby est une ville dans la municipalité régionale de Niagara, en Ontario, au Canada. Au recensement de 2006, on y a dénombré une population de 23 937 habitants. La majorité de ses résidents habitent sur le territoire entre le lac et l'escarpement du Niagara. L'escarpement comprend une partie du Bruce Trail.
Au cours de la dernière décennie, Grimsby a connu une croissance considérable comme le point méridien entre les villes d'Hamilton et de St. Catharines. Plus récemment, cette croissance, d'ailleurs limitée par les frontières naturelles du lac Ontario et l'escarpement du Niagara, s'est ralentie par la mise en œuvre du "Plan de la ceinture de verdure". Certains habitants croient que la croissance de la ville était défavorable aux vergers et aux arbres fruitiers dans la région, mais la plupart des vergers de Grimsby ont été remplacés par les maisons construites entre 1950 et 1980, et il ne reste donc que très peu de vergers.

## Histoire
Grimsby fut fondée en 1790 (à l'origine baptisé "Township Number 6" et ensuite "The Forty"), lorsqu'une groupe de Loyalistes de l'Empire Uni dirigés par Teri Green s'installa à l'embouchure du ruisseau Forty Mile en 1787. L'un des principaux fondateurs de la ville était Robert Nelles, un politicien et puis lieutenant-colonel durant la guerre de 1812. Sa maison sur la rue Main Ouest était employé aux séances de planification pendant la guerre. En 1816, le village est devenu Grimsby.
Le village de Grimsby a été officiellement incorporé en 1876, et devenait ville en 1922. La ville a connu de nombreux bouleversements. D'abord il était un petit village d'Ontario rural. Par la suite il devenait centre de fabrication des machines agricoles, mobiliers hospitaliers, fours et autres produits métalliques. Puis, il devenait un centre de l'industrie fruitière. Pendant de nombreuses années, Grimsby avait une industrie de la pêche très développée. La ville de Grimsby et le canton de North Grimsby ont été unifiés en 1970 avec la création de la municipalité régionale de Niagara. Avec un nombre d'établissements viticoles et de distilleries, Grimsby sert de point de départ pour visiter la région viticole du Niagara.
Grimsby est aussi le lieu de naissance de directeur Del Lord. Aujourd'hui oublié, il était acclamé comme directeur des films de Trois Stooges. Avec le studio Columbia Pictures il était directeur pour près de 200 longs métrages.
Grimsby Beach était autrefois connu comme lieu de villégiature. Grimsby Park commença en 1846 comme parc dans le district de Hamilton. En 1910 le nouveau propriétaire du parc, Harry Wylie, modernisait le parc avec des carrousels, une salle de cinéma et un parcours de montagnes russes. La Canada Steamship Lines a acheté le parc en 1916 mais la taille du parc a diminué au cours des années 20 à cause de plusieurs incendies ayant détruit des bâtiments. Les opérations continuaient jusqu'en 1949. Par la suite les promoteurs immobiliers ont acheté des terres pour construire des maisons.

## Gouvernement
Le conseil municipal compte actuellement neuf membres : un maire et huit conseillers et conseillères. Le maire actuel est Jeff Jordan. Les membres du conseil municipal ont un mandat de quatre ans. La prochaine élection municipale est prévue à la fin de 2026.
Le conseil municipal actuel se compose des membres suivants : 
Maire :  Jeff Jordan
Conseillers de Quartier 1 :  Reg Freake et Delight Davoli
Conseillers de Quartier 2 :  Don Howe et Lianne Vardy
Conseillers de Quartier 3 :  Veronica Charrois et Jennifer Korstanje
Conseillers de Quartier 4 :  Jacob Baradziej et Nick DiFlavio 
À la municipalité régionale de Niagara, le représentant actuel pour Grimsby est Wayne Fertich.

## Liens externes

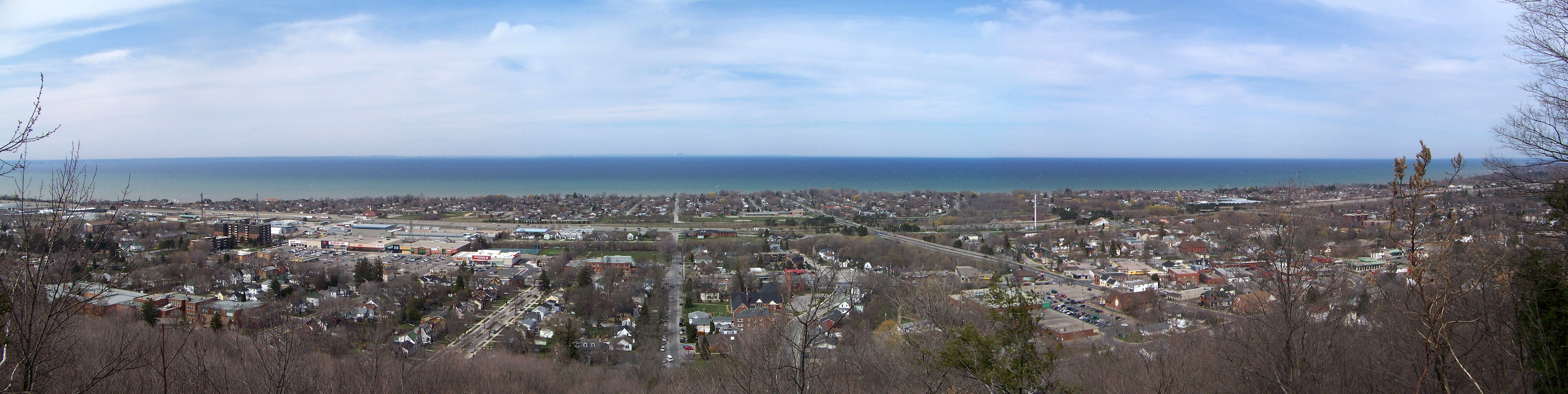
Grimsby, vue de l'escarpement du Niagara.

## Démographie
| 2001   | 2006   | 2011   | 2016   |
| ------ | ------ | ------ | ------ |
| 21 297 | 23 937 | 25 325 | 27 314 |